# Remo nos Jogos Olímpicos de Verão de 2016 - Skiff simples feminino
As provas do skiff simples feminino nos Jogos Olímpicos de 2016 decorreram entre 6 e 13 de agosto na Lagoa Rodrigo de Freitas, Rio de Janeiro.

## Formato da competição
As competições de remo desenrolaram-se em formato de rondas, dependendo de quantas embarcações estavam inscritas. Cada regata teve um máximo de seis embarcações participantes, desenrolando-se ao longo de 2000 metros. No skiff simples feminino existiram 32 participantes, pelo que começou com uma fase de qualificatórias onde os três melhores de cada uma se qualificaram diretamente às quartas de final. Os restantes disputaram a ronda de repescagem, onde os dois primeiros de cada regata se qualificaram para as quartas de final. Aqui, as três melhores embarcações de cada regata qualificaram-se para as semifinais A/B, e daqui as três melhores de cada regata seguiram para a final A (discussão das medalhas), com as restantes a disputarem a final B (7º ao 12º lugar).
Os eliminados nas quartas de final foram para as semifinais C/D. Num formato igual às semifinais A/B, os melhores competiram na final C (13º ao 18º lugar) e os restantes na final D (19º ao 24º lugar). O mesmo se aplicou às semifinais E/F (a final E decidiu do 25º ao 30º lugar, a final F as restantes posições).

## Calendário
Os horários são pelo fuso de Brasília (UTC−3).
| Data                       | Hora  | Ronda            |
| -------------------------- | ----- | ---------------- |
| Sábado, 6 de agosto        | 09:30 | Qualificatórias  |
| Segunda-feira, 8 de agosto | 10:00 | Repescagem       |
| Terça-feira, 9 de agosto   | 09:10 | Quartas de final |
| Terça-feira, 9 de agosto   | 12:30 | Semifinais E/F   |
| Sexta-feira, 12 de agosto  | 08:40 | Final F          |
| Sexta-feira, 12 de agosto  | 09:00 | Final E          |
| Sexta-feira, 12 de agosto  | 10:10 | Semifinais A/B   |
| Sexta-feira, 12 de agosto  | 13:00 | Semifinais C/D   |
| Sábado, 13 de agosto       | 09:40 | Final D          |
| Sábado, 13 de agosto       | 10:00 | Final C          |
| Sábado, 13 de agosto       | 10:20 | Final B          |
| Sábado, 13 de agosto       | 10:45 | Final A          |

## Medalhistas
Kim Brennan, da Austrália, foi a mais forte na final para alcançar o ouro, à frente da estadunidense Genevra Stone e de Duan Jingli, da China.
| Ouro   | AUS Kim Brennan   |
| Prata  | USA Genevra Stone |
| Bronze | CHN Duan Jingli   |

## Resultados
Estes foram os resultados da competição:

### Qualificatórias
As três melhores remadoras de cada regata qualificaram-se para as quartas-de-final, e as restantes para a ronda de repescagem.

#### Qualificatória 1
| Pos. | Remadora              | País              | Tempo   | Notas |
| ---- | --------------------- | ----------------- | ------- | ----- |
| 1    | Kenia Lechuga         | MEX México        | 8:11.44 | QF    |
| 2    | Micheen Thornycroft   | ZIM Zimbabwe      | 8:18.88 | QF    |
| 3    | Kim Brennan           | AUS Austrália     | 8:22.82 | QF    |
| 4    | Kim Ye-ji             | KOR Coreia do Sul | 8:24.79 | R     |
| 5    | Anna Malvina Svennung | SWE Suécia        | 8:48.46 | R     |
| 6    | Emily Morley          | BAH Bahamas       | 9:22.12 | R     |

#### Qualificatória 2

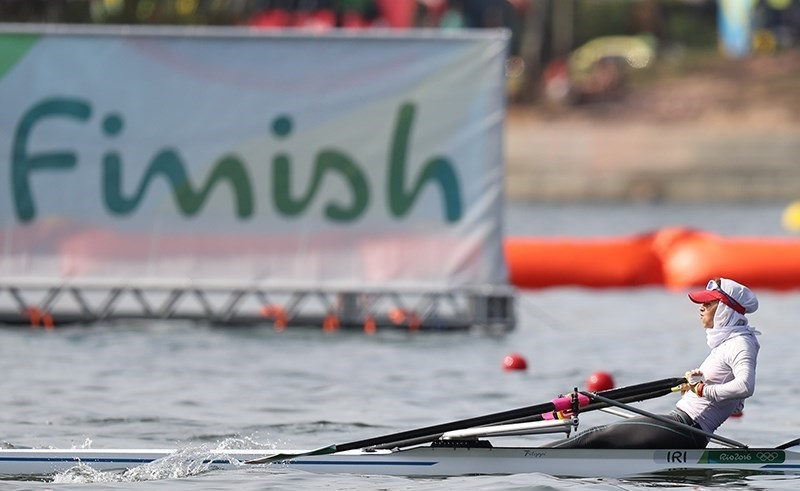
Mahsa Javar do Irã durante a disputa da bateria.

| Pos. | Remadora          | País               | Tempo   | Notas |
| ---- | ----------------- | ------------------ | ------- | ----- |
| 1    | Genevra Stone     | USA Estados Unidos | 8:29.67 | QF    |
| 2    | Fie Udby Erichsen | DEN Dinamarca      | 8:30.07 | QF    |
| 3    | Lina Šaltytė      | LTU Lituânia       | 8:35.92 | QF    |
| 4    | Mahsa Javar       | IRI Irã            | 8:39.28 | R     |
| 5    | Lucía Palermo     | ARG Argentina      | 8:47.01 | R     |
| 6    | Dewi Yuliawati    | INA Indonésia      | 9:36.10 | R     |

#### Qualificatória 3
| Pos. | Remadora            | País          | Tempo   | Notas |
| ---- | ------------------- | ------------- | ------- | ----- |
| 1    | Carling Zeeman      | CAN Canadá    | 8:41:12 | QF    |
| 2    | Sanita Pušpure      | IRL Irlanda   | 9:11:45 | QF    |
| 3    | Nadia Negm          | EGY Egito     | 9:14:55 | QF    |
| 4    | Phuttharaksa Nikree | THA Tailândia | 9:17:95 | R     |
| 5    | Camila Valle        | PER Peru      | 9:30:60 | R     |

#### Qualificatória 4
| Pos. | Remadora             | País             | Tempo   | Notas |
| ---- | -------------------- | ---------------- | ------- | ----- |
| 1    | Duan Jingli          | CHN China        | 8:18.57 | QF    |
| 2    | Jeannine Gmelin      | SUI Suíça        | 8:28.10 | QF    |
| 3    | Saiyidah Aisyah      | SIN Singapura    | 8:44.71 | QF    |
| 4    | Huang Yi-ting        | TPE Taipé Chinês | 8:51.74 | R     |
| 5    | Svetlana Germanovich | KAZ Cazaquistão  | 9:34.15 | R     |

#### Qualificatória 5
| Pos. | Remadora           | País                | Tempo   | Notas |
| ---- | ------------------ | ------------------- | ------- | ----- |
| 1    | Magdalena Lobnig   | AUT Áustria         | 8:26.83 | QF    |
| 2    | Miroslava Knapková | CZE República Checa | 8:28.90 | QF    |
| 3    | Chierika Ukogu     | NGR Nigéria         | 8:35.34 | QF    |
| 4    | Amina Rouba        | ALG Argélia         | 8:55.09 | R     |
| 5    | Claire Akossiwa    | TOG Togo            | 9:56.43 | R     |

#### Qualificatória 6
| Pos. | Remadora           | País                  | Tempo   | Notas |
| ---- | ------------------ | --------------------- | ------- | ----- |
| 1    | Emma Twigg         | NZL Nova Zelândia     | 8:17.02 | QF    |
| 2    | Ekaterina Karsten  | BLR Bielorrússia      | 8:21.21 | QF    |
| 3    | Michelle Pearson   | BER Bermudas          | 8:22.15 | QF    |
| 4    | Gabriela Mosqueira | PAR Paraguai          | 8:27.39 | R     |
| 5    | Felice Chow        | TTO Trinidad e Tobago | 8:31.83 | R     |

### Repescagem
Houve vagas adicionais nas quartas de final para as duas mais rápidas de cada regata. As outras atletas ficaram relegadas às semifinais E/F.

#### Repescagem 1
| Pos. | Remadora     | País                  | Tempo   | Notas |
| ---- | ------------ | --------------------- | ------- | ----- |
| 1    | Amina Rouba  | ALG Argélia           | 8:04.21 | QF    |
| 2    | Felice Chow  | TTO Trinidad e Tobago | 8:04.91 | QF    |
| 3    | Mahsa Javar  | IRI Irã               | 8:06.57 | SE/F  |
| 4    | Emily Morley | BAH Bahamas           | 8:22.77 | SE/F  |
| 5    | Camila Valle | PER Peru              | 8:32.66 | SE/F  |

#### Repescagem 2
| Pos. | Remadora        | País              | Tempo   | Notas |
| ---- | --------------- | ----------------- | ------- | ----- |
| 1    | Kim Ye-ji       | KOR Coreia do Sul | 7:59.59 | QF    |
| 2    | Lucía Palermo   | ARG Argentina     | 8:00.59 | QF    |
| 3    | Huang Yi-ting   | TPE Taipé Chinês  | 8:01.27 | SE/F  |
| 4    | Claire Akossiwa | TOG Togo          | 9:04.76 | SE/F  |

#### Repescagem 3
| Pos. | Remadora              | País            | Tempo   | Notas |
| ---- | --------------------- | --------------- | ------- | ----- |
| 1    | Anna Malvina Svennung | SWE Suécia      | 7:46.35 | QF    |
| 2    | Gabriela Mosqueira    | PAR Paraguai    | 7:59.32 | QF    |
| 3    | Svetlana Germanovich  | KAZ Cazaquistão | 8:00.42 | SE/F  |
| 4    | Phuttharaksa Nikree   | THA Tailândia   | 8:07.92 | SE/F  |
| 5    | Dewi Yuliawati        | INA Indonésia   | 8:14.81 | SE/F  |

### Quartas de final
As três primeiras de cada regata avançaram para as semifinais A/B, e as restantes para as semifinais C/D.

#### Quartas de final 1
| Pos. | Remadora           | País                | Tempo   | Notas |
| ---- | ------------------ | ------------------- | ------- | ----- |
| 1    | Emma Twigg         | NZL Nova Zelândia   | 7:31.79 | SA/B  |
| 2    | Miroslava Knapková | CZE República Checa | 7:37.04 | SA/B  |
| 3    | Kenia Lechuga      | MEX México          | 7:44.11 | SA/B  |
| 4    | Kim Ye-ji          | KOR Coreia do Sul   | 7:51.80 | SC/D  |
| 5    | Gabriela Mosqueira | PAR Paraguai        | 7:54.49 | SC/D  |
| 6    | Saiyidah Aisyah    | SIN Singapura       | 7:56.00 | SC/D  |

#### Quartas de final 2
| Pos. | Remadora              | País                  | Tempo   | Notas |
| ---- | --------------------- | --------------------- | ------- | ----- |
| 1    | Genevra Stone         | USA Estados Unidos    | 7:27.04 | SA/B  |
| 2    | Jeannine Gmelin       | SUI Suíça             | 7:29.66 | SA/B  |
| 3    | Magdalena Lobnig      | AUT Áustria           | 7:35.37 | SA/B  |
| 4    | Anna Malvina Svennung | SWE Suécia            | 7:38.07 | SC/D  |
| 5    | Felice Chow           | TTO Trinidad e Tobago | 8:02.53 | SC/D  |
| 6    | Nadia Negm            | EGY Egito             | 8:25.75 | SC/D  |

#### Quartas de final 3
| Pos. | Remadora            | País          | Tempo   | Notas |
| ---- | ------------------- | ------------- | ------- | ----- |
| 1    | Fie Udby Erichsen   | DEN Dinamarca | 7:33.24 | SA/B  |
| 2    | Micheen Thornycroft | ZIM Zimbabwe  | 7:34.38 | SA/B  |
| 3    | Carling Zeeman      | CAN Canadá    | 7:34.52 | SA/B  |
| 4    | Michelle Pearson    | BER Bermudas  | 7:34.90 | SC/D  |
| 5    | Chierika Ukogu      | NGR Nigéria   | 7:54.44 | SC/D  |
| 6    | Amina Rouba         | ALG Argélia   | 8:21.06 | SC/D  |

#### Quartas de final 4
| Pos. | Remadora          | País             | Tempo   | Notas |
| ---- | ----------------- | ---------------- | ------- | ----- |
| 1    | Kim Brennan       | AUS Austrália    | 7:26.86 | SA/B  |
| 2    | Duan Jingli       | CHN China        | 7:27.88 | SA/B  |
| 3    | Ekaterina Karsten | BLR Bielorrússia | 7:28.03 | SA/B  |
| 4    | Sanita Pušpure    | IRL Irlanda      | 7:28.68 | SC/D  |
| 5    | Lina Šaltytė      | LTU Lituânia     | 7:38.39 | SC/D  |
| 6    | Lucía Palermo     | ARG Argentina    | 7:56.61 | SC/D  |

### Semifinais A/B
As três primeiras embarcações de cada regata qualificaram-se para a final "A", disputando as medalhas. As restantes seguiram para a final "B".

#### Semifinal A/B 1
| Pos. | Remadora            | País              | Tempo   | Notas |
| ---- | ------------------- | ----------------- | ------- | ----- |
| 1    | Kim Brennan         | AUS Austrália     | 7:47.88 | FA    |
| 2    | Emma Twigg          | NZL Nova Zelândia | 7:48.20 | FA    |
| 3    | Jeannine Gmelin     | SUI Suíça         | 7:49.83 | FA    |
| 4    | Carling Zeeman      | CAN Canadá        | 7:54.07 | FB    |
| 5    | Micheen Thornycroft | ZIM Zimbabwe      | 8:00.53 | FB    |
| 6    | Kenia Lechuga       | MEX México        | 8:14.76 | FB    |

#### Semifinal A/B 2
| Pos. | Remadora           | País                | Tempo   | Notas |
| ---- | ------------------ | ------------------- | ------- | ----- |
| 1    | Duan Jingli        | CHN China           | 7:43.97 | FA    |
| 2    | Genevra Stone      | USA Estados Unidos  | 7:44.56 | FA    |
| 3    | Magdalena Lobnig   | AUT Áustria         | 7:45.48 | FA    |
| 4    | Miroslava Knapková | CZE República Checa | 7:47.53 | FB    |
| 5    | Ekaterina Karsten  | BLR Bielorrússia    | 7:48.89 | FB    |
| 6    | Fie Udby Erichsen  | DEN Dinamarca       | 8:08.65 | FB    |

### Semifinais C/D
As três melhores remadoras de cada regata qualificaram-se para a final "C", as outras para a final "D".

#### Semifinal C/D 1
| Pos. | Remadora              | País              | Tempo   | Notas |
| ---- | --------------------- | ----------------- | ------- | ----- |
| 1    | Lina Šaltytė          | LTU Lituânia      | 7:55.57 | FC    |
| 2    | Anna Malvina Svennung | SWE Suécia        | 8:00.41 | FC    |
| 3    | Kim Ye-ji             | KOR Coreia do Sul | 8:12.58 | FC    |
| 4    | Chierika Ukogu        | NGR Nigéria       | 8:18.55 | FD    |
| 5    | Amina Rouba           | ALG Argélia       | 8:22.34 | FD    |
| 6    | Saiyidah Aisyah       | SIN Singapura     | 8:22.45 | FD    |

#### Semifinal C/D 2
| Pos. | Remadora           | País                  | Tempo   | Notas |
| ---- | ------------------ | --------------------- | ------- | ----- |
| 1    | Sanita Pušpure     | IRL Irlanda           | 7:53.48 | FC    |
| 2    | Michelle Pearson   | BER Bermudas          | 8:05.78 | FC    |
| 3    | Lucía Palermo      | ARG Argentina         | 8:15.42 | FC    |
| 4    | Felice Chow        | TTO Trinidad e Tobago | 8:20.07 | FD    |
| 5    | Gabriela Mosqueira | PAR Paraguai          | 8:22.84 | FD    |
| 6    | Nadia Negm         | EGY Egito             | 8:39.50 | FD    |

### Semifinais E/F
As embarcações nos três primeiros lugares de cada regata ficaram apuradas à final "E", enquanto as restantes foram para a final "F". 

#### Semifinals E/F 1
| Pos. | Remadora            | País             | Tempo   | Notas |
| ---- | ------------------- | ---------------- | ------- | ----- |
| 1    | Huang Yi-ting       | TPE Taipé Chinês | 8:38.21 | FE    |
| 2    | Mahsa Javar         | IRI Irã          | 8:45.54 | FE    |
| 3    | Phuttharaksa Nikree | THA Tailândia    | 8:51.99 | FE    |
| 4    | Camila Valle        | PER Peru         | 9:11.91 | FF    |

#### Semifinals E/F 2
| Pos. | Remadora             | País            | Tempo   | Notas |
| ---- | -------------------- | --------------- | ------- | ----- |
| 1    | Svetlana Germanovich | KAZ Cazaquistão | 8:29.81 | FE    |
| 2    | Dewi Yuliawati       | INA Indonésia   | 8:39.95 | FE    |
| 3    | Emily Morley         | BAH Bahamas     | 8:46.09 | FE    |
| 4    | Claire Akossiwa      | TOG Togo        | 9:25.60 | FF    |

### Finais

#### Final F
| Pos. | Remadora        | País     | Tempo   | Notas |
| ---- | --------------- | -------- | ------- | ----- |
| 1    | Camila Valle    | PER Peru | 9:18.24 |       |
| 2    | Claire Akossiwa | TOG Togo | 9:54.54 |       |

#### Final E
| Pos. | Remadora             | País             | Tempo   | Notas |
| ---- | -------------------- | ---------------- | ------- | ----- |
| 1    | Huang Yi-ting        | TPE Taipé Chinês | 8:34.53 |       |
| 2    | Svetlana Germanovich | KAZ Cazaquistão  | 8:38.25 |       |
| 3    | Phuttharaksa Nikree  | THA Tailândia    | 8:41.34 |       |
| 4    | Mahsa Javar          | IRI Irã          | 8:43.34 |       |
| 5    | Dewi Yuliawati       | INA Indonésia    | 8:44.54 |       |
| 6    | Emily Morley         | BAH Bahamas      | 8:56.36 |       |

#### Final D
| Pos. | Remadora           | País                  | Tempo   | Notas |
| ---- | ------------------ | --------------------- | ------- | ----- |
| 1    | Gabriela Mosqueira | PAR Paraguai          | 7:44.62 |       |
| 2    | Chierika Ukogu     | NGR Nigéria           | 7:44.76 |       |
| 3    | Amina Rouba        | ALG Argélia           | 7:46.55 |       |
| 4    | Felice Chow        | TTO Trinidad e Tobago | 7:50.23 |       |
| 5    | Saiyidah Aisyah    | SIN Singapura         | 7:55.73 |       |
| 6    | Nadia Negm         | EGY Egito             | 8:09.47 |       |

#### Final C
| Pos. | Remadora              | País              | Tempo   | Notas |
| ---- | --------------------- | ----------------- | ------- | ----- |
| 1    | Sanita Pušpure        | IRL Irlanda       | 7:27.60 |       |
| 2    | Lina Šaltytė          | LTU Lituânia      | 7:30.38 |       |
| 3    | Anna Malvina Svennung | SWE Suécia        | 7:32.54 |       |
| 4    | Michelle Pearson      | BER Bermudas      | 7:34.41 |       |
| 5    | Lucía Palermo         | ARG Argentina     | 7:50.59 |       |
| 6    | Kim Ye-ji             | KOR Coreia do Sul | 7:52.68 |       |

#### Final B
| Pos. | Remadora            | País                | Tempo   | Notas |
| ---- | ------------------- | ------------------- | ------- | ----- |
| 1    | Miroslava Knapková  | CZE República Checa | 7:22.86 |       |
| 2    | Ekaterina Karsten   | BLR Bielorrússia    | 7:25.03 |       |
| 3    | Fie Udby Erichsen   | DEN Dinamarca       | 7:25.13 |       |
| 4    | Carling Zeeman      | CAN Canadá          | 7:28.62 |       |
| 5    | Micheen Thornycroft | ZIM Zimbabwe        | 7:30.57 |       |
| 6    | Kenia Lechuga       | MEX México          | 7:40.39 |       |

#### Final A
| Pos.              | Remadora         | País               | Tempo   | Notas |
| ----------------- | ---------------- | ------------------ | ------- | ----- |
| Medalha de ouro   | Kim Brennan      | AUS Austrália      | 7:21.54 |       |
| Medalha de prata  | Genevra Stone    | USA Estados Unidos | 7:22.92 |       |
| Medalha de bronze | Duan Jingli      | CHN China          | 7:24.13 |       |
| 4                 | Emma Twigg       | NZL Nova Zelândia  | 7:24.48 |       |
| 5                 | Jeannine Gmelin  | SUI Suíça          | 7:29.69 |       |
| 6                 | Magdalena Lobnig | AUT Áustria        | 7:34.86 |       |